# Dorfkirche Blücher

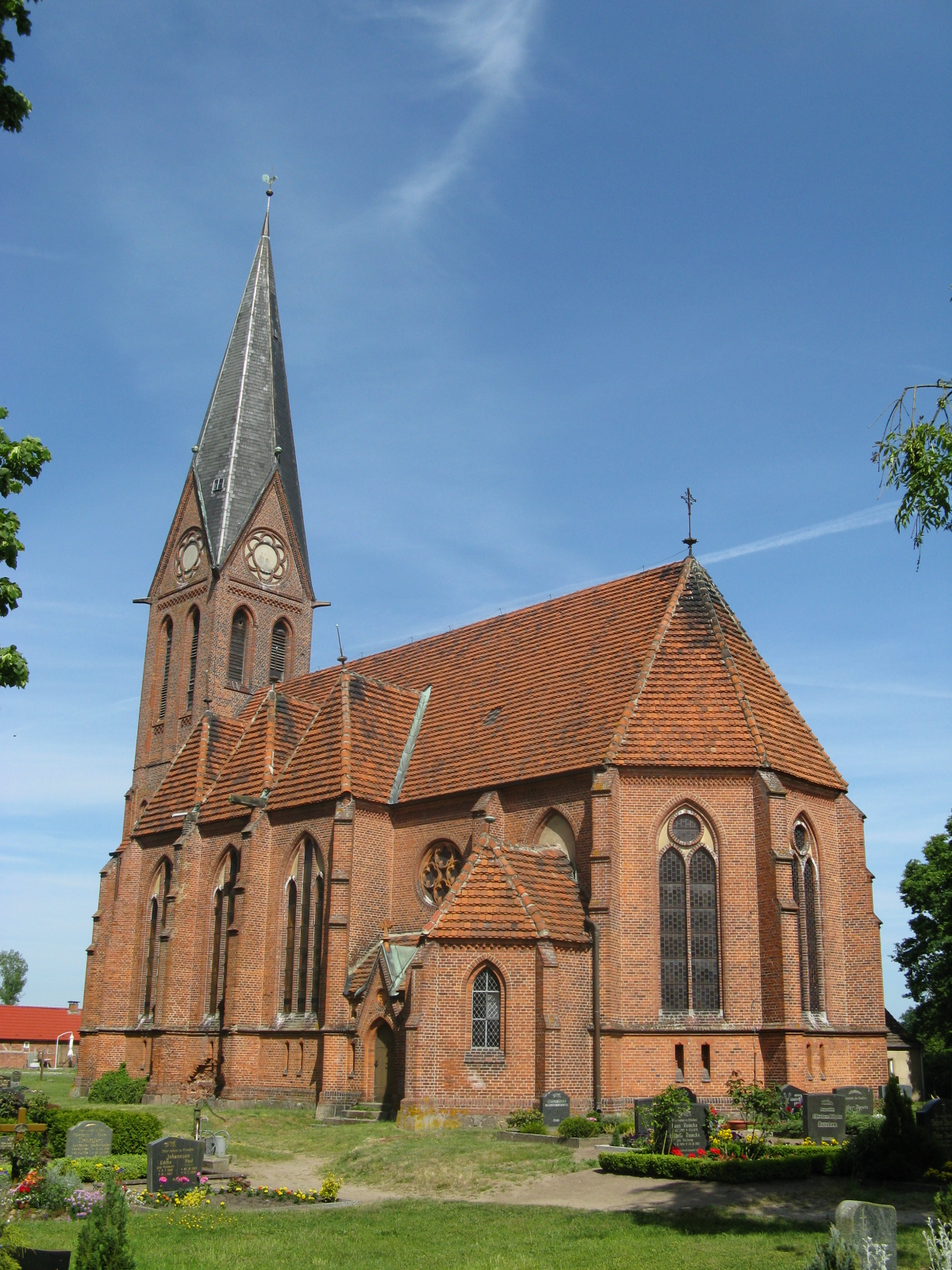
Dorfkirche Blücher

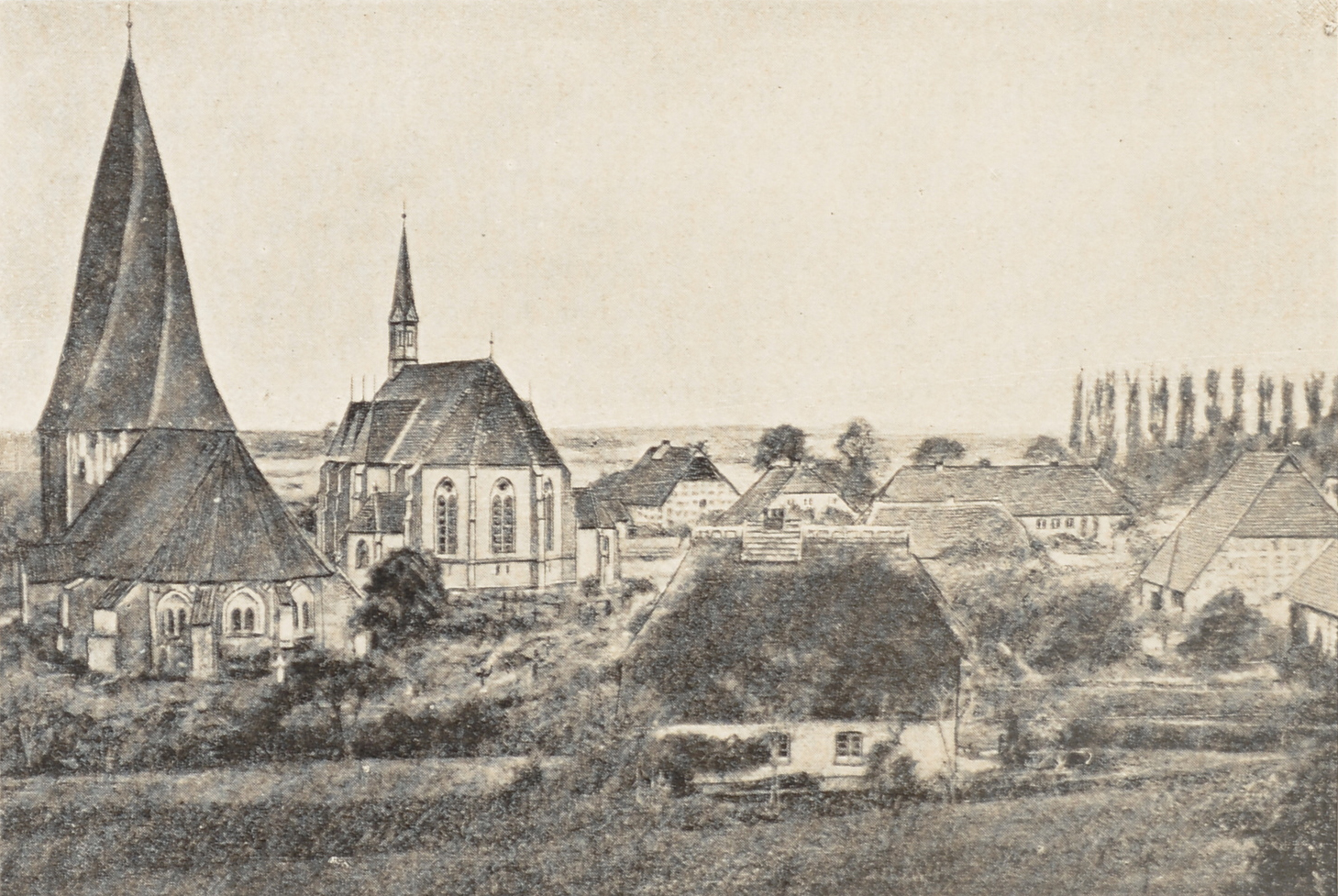
Die alte und die neue Kirche (um 1875)

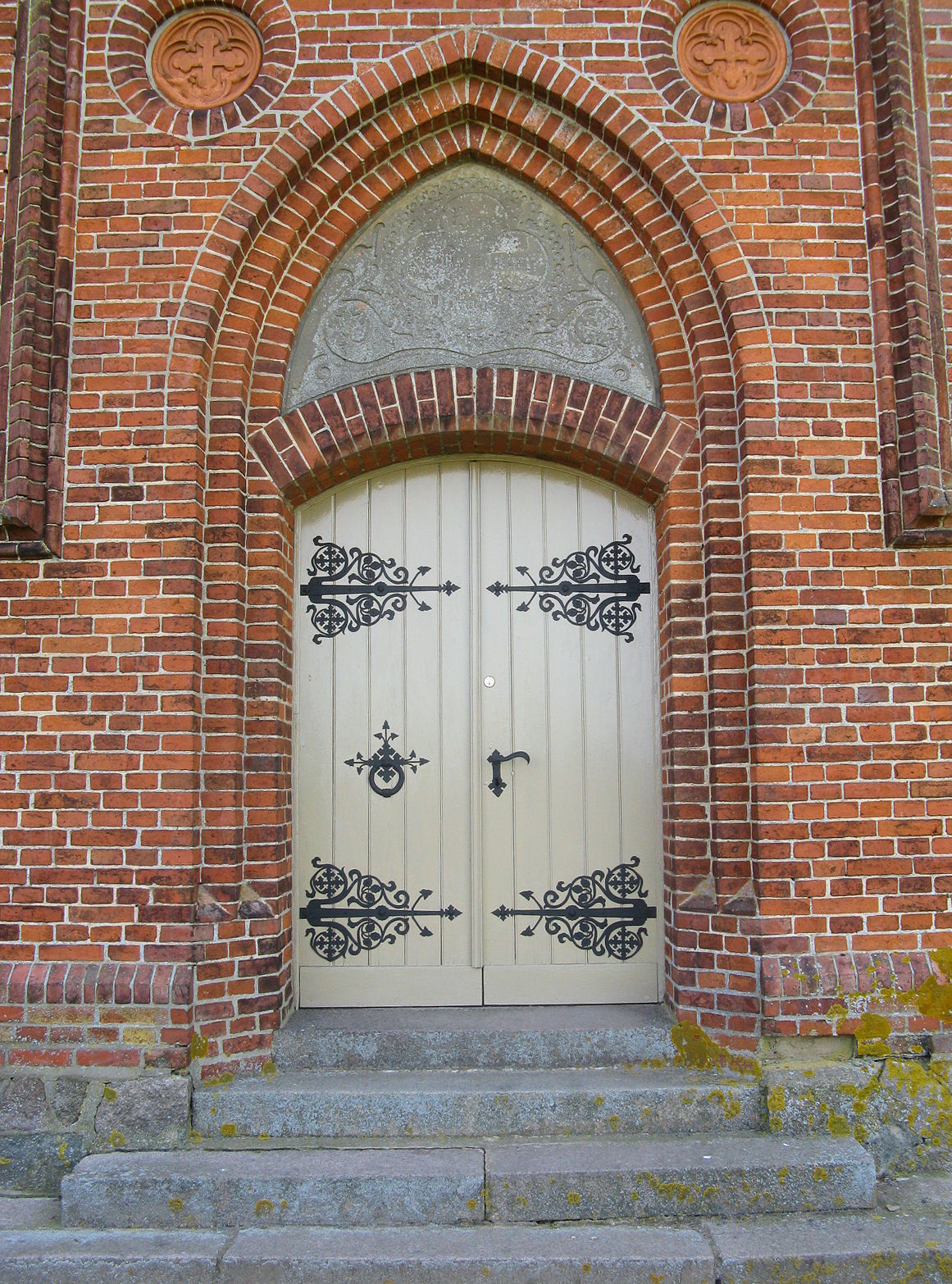
Westportal

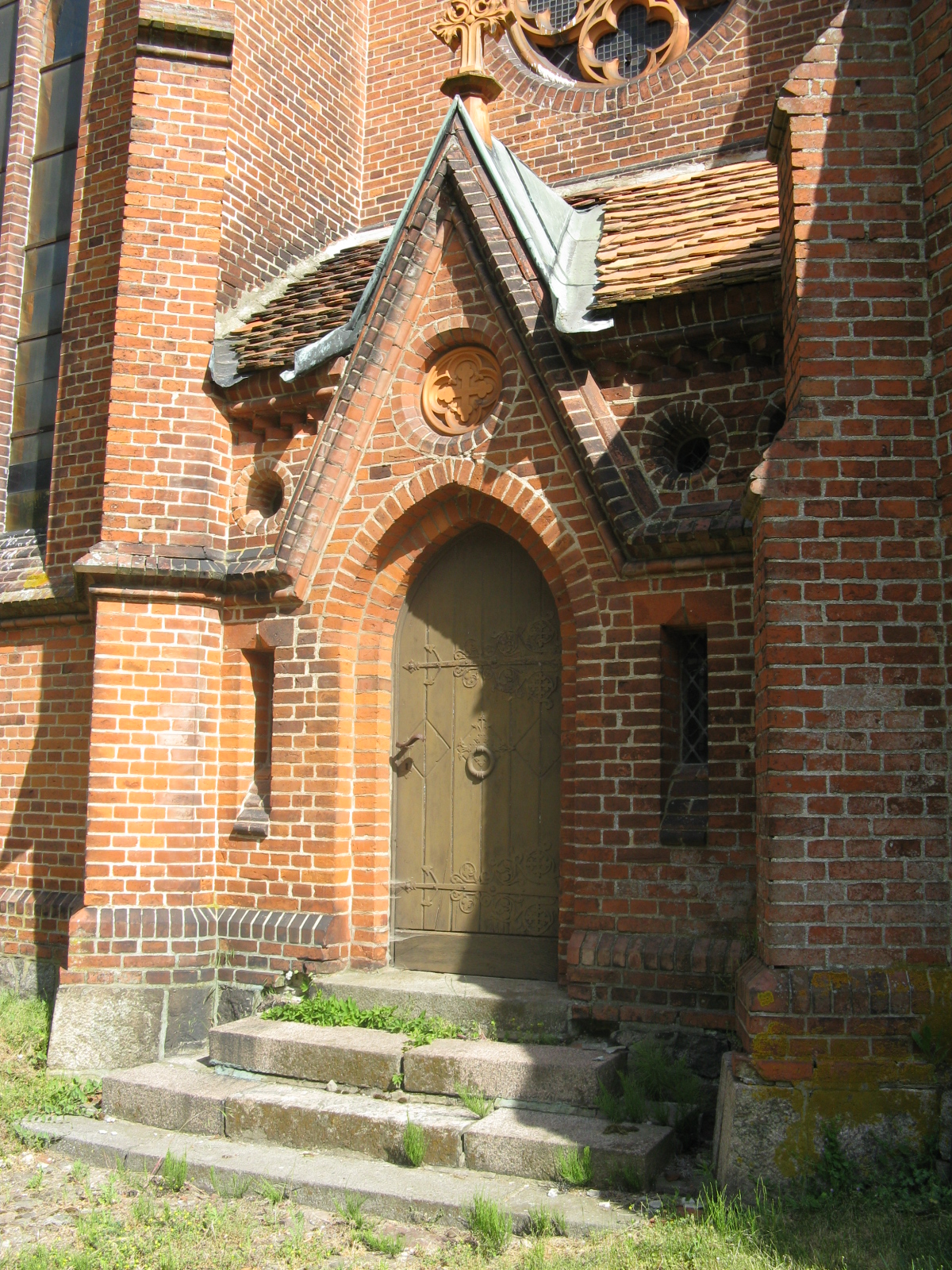
Seitenvorhalle

Die evangelische Dorfkirche Blücher ist eine neugotische Saalkirche im Ortsteil Blücher von Besitz im Landkreis Ludwigslust-Parchim in Mecklenburg-Vorpommern. Sie gehört zur Evangelischen Kirchengemeinde Blücher in der Propstei Parchim der Evangelisch-Lutherischen Kirche in Norddeutschland (Nordkirche).

## Geschichte und Architektur
Obwohl das Dorf Blücher bereits 1230 im Ratzeburger Zehntregister erwähnt wird, ist über die erste Kirche in Blücher wenig bekannt. Bis 1876 stand in der Nähe des Platzes der heutigen Kirche ein Bauwerk, das nach alten Darstellungen eine Fachwerkkirche oder ein gotischer Saalbau mit gedrehter Turmspitze gewesen sein könnte.
Die Dorfkirche Blücher ist ein stattlicher, neugotischer, sorgfältig ausgeführter Backsteinbau aus den Jahren 1874–1876 mit zweijochigem, dreiseitig geschlossenem Chor mit Rippengewölbe, polygonalen Anbauten und Westturm, ähnlich der Stadtkirche in Dömitz. Das Langhaus ist mit einer Holzdecke über Gurtbögen und kapellenartig geschlossenen Seiten abgeschlossen. Das Innere wird durch zwei- und dreibahnige Fenster mit Ringmaßwerk erhellt. Im Vorchorjoch sind Fensterrosen mit Vierpassmaßwerk angeordnet. Ein Westportal mit reichen schmiedeeisernen Beschlägen und zwei darüber angeordneten Terrakotta-Vierpassmedaillons sowie zwei schlichte Seitenportale mit Vorhallen im Vorchorjoch erschließen das Bauwerk. Am Chorjoch sind zwei polygonal schließende Sakristeigebäude angebaut.
Durch Schäden an der Dachdeckung und eindringende Nässe erlitt die Kirche um 2005 Schwammschäden im Bereich der Dach- und Deckenkonstruktion, was eine Notsicherung erforderte.

## Ausstattung
Die Ausstattung entstammt zum größten Teil der Bauzeit. Sie besteht aus einem schlichten neugotischen Retabel mit einem Bild des segnenden Christus, einer hölzernen Kanzel und einem achteckigen Taufstein. Der Opferstock von 1635 und ein Kruzifix wurden aus dem Vorgängerbauwerk übernommen. Das Geläut besteht heute aus zwei Stahlglocken von 1928. Die Glocke von 1472 mit dem Ton gis1+2,5 wird heute im Museum des Herzogtums Lüneburg aufbewahrt.

## Orgel
Die Orgel ist ein Werk von Friedrich Friese III aus dem Jahr 1874 oder 1876 mit elf Registern auf zwei Manualen und Pedal. Die Disposition lautet:
| I Manual C–f3 |     |  |
| Bordun        | 16′ |  |
| Principal     | 8′  |  |
| Gedackt       | 8′  |  |
| Flöte         | 8′  |  |
| Octave        | 4′  |  |
| Mixtur III    |     |  |

| II Manual C–f3  |    |  |
| Geigenprincipal | 8′ |  |
| Flauto Dolce    | 8′ |  |
| Flöte           | 4′ |  |

| Pedal C–c1 |     |  |
| Subbaß     | 16′ |  |
| Violon     | 8′  |  |

- Koppeln: I/II, I/P